# Igor Semljanoi
Igor Stepanowitsch Semljanoi (russisch Игорь Степанович Земляной; * 26. Mai 1967 in Ust-Kamenogorsk, Kasachische SSR) ist ein ehemaliger kasachischer Eishockeyspieler, der in seiner aktiven Zeit von 1984 bis 2004 unter anderem Russischer Meister mit dem HK Metallurg Magnitogorsk und dem HK Awangard Omsk wurde.

## Karriere
Igor Semljanoi begann seine Karriere als Eishockeyspieler in seiner Heimatstadt bei Torpedo Ust-Kamenogorsk, für dessen Profimannschaft er von 1984 bis 1995 in der höchsten sowjetischen bzw. russischen Spielklasse aktiv war. Einzig während der Saison 1987/88 spielte der Verteidiger für dessen Ligarivalen SKA MWO Kalinin. Zur Saison 1995/96 unterschrieb der Kasache einen Vertrag beim HK Metallurg Magnitogorsk, mit dem er auf europäischer Ebene 1999 und 2000 jeweils die European Hockey League gewann, sowie 1999 und 2001 jeweils Russischer Meister wurde. Zuvor gewann der Nationalspieler 1998 mit Metallurg bereits den russischen Pokal und wurde Vizemeister. 
Zur Saison 2003/04 wurde Semljanoi von seinem kasachischen Heimatverein Kaszink-Torpedo Ust-Kamenogorsk verpflichtet, den er jedoch bereits nach 16 Spielen, die er in der Kasachischen Eishockeymeisterschaft, sowie der Wysschaja Liga, der zweiten russischen Spielklasse, verbracht hatte, wieder verließ. Daraufhin kehrte er nach Russland zurück, wo er beim HK Awangard Omsk unterschrieb, mit dem er 2004 zum dritten Mal in seiner Laufbahn Meister wurde. Im Anschluss an diesen Erfolg beendete der Olympiateilnehmer von 1998 im Alter von 37 Jahren seine Karriere.

### International
Für Kasachstan nahm Semljanoi an den C-Weltmeisterschaften 1993, 1994 und 1995, sowie der B-Weltmeisterschaft 1997 teil. Des Weiteren stand er im Aufgebot Kasachstans bei den Olympischen Winterspielen 1998 in Nagano.

## Erfolge und Auszeichnungen
- 1997 Aufstieg in die A-Weltmeisterschaft bei der B-Weltmeisterschaft
- 1998 Russischer Vizemeister mit dem HK Metallurg Magnitogorsk
- 1998 Russischer Pokalsieger mit dem HK Metallurg Magnitogorsk
- 1999 Russischer Meister mit dem HK Metallurg Magnitogorsk
- 1999 European-Hockey-League-Gewinn mit dem HK Metallurg Magnitogorsk
- 2000 European-Hockey-League-Gewinn mit dem HK Metallurg Magnitogorsk
- 2001 Russischer Meister mit dem HK Metallurg Magnitogorsk
- 2004 Russischer Meister mit dem HK Awangard Omsk